# Danger 5
Danger 5 is een Australische actie-komedieserie die in eigen land wordt uitgezonden op SBS. De serie is tevens online te bekijken via Hulu. De serie heeft een pulpstijl die doet denken aan low-budget actiefilms uit de jaren 60. Het verhaal speelt zich af tijdens de Tweede Wereldoorlog en draait om vijf spionnen die proberen Adolf Hitler te vermoorden.

## Verhaal
De serie draait om Danger 5, een groep van spionnen in blauwe uniformen die een thuisbasis hebben in de wand van een berg. Waarschijnlijk is dit een parodie op de Thunderbirds. De groep bestaat uit Tucker, Claire, Jackson, Pierre, Ilsa en hun baas Chestbridge. Aan het begin van iedere aflevering komt Chestbridge de kamer binnen lopen en vertelt over een duivels plan dat Hitler aan het uitvoeren is. Het doel van de spionnen is om dit plan te verijdelen maar Chestbridge eindigt zijn instructies altijd met: vergeet niet de hoofdmissie, vermoord Hitler.
De plannen van Hitler in Danger 5 zijn bijzonder absurdistisch en niet historisch accuraat. Zo heeft hij een leger van nazi-dinosauriërs ontwikkeld die moeten helpen bij het verslaan van de geallieerden en in een andere aflevering probeert hij een enorm nazi-monument te maken bestaande uit het Vrijheidsbeeld, het Colosseum en andere wereldberoemde monumenten. Er is nagenoeg geen continuïteit in de serie.

## Personages
Jacksonis een stereotype Amerikaan die alles met schieten wil oplossen en met een sterk Amerikaans accent praat. Hij plaatst zijn land voor zijn teamgenoten en wanneer beiden in gevaar zijn zal hij er altijd voor kiezen Amerika eerst te beschermen. Jackson heeft stiekem een oogje op zijn teamgenoot Ilsa.
Tuckeris een roodharige, stijlvolle man die zichzelf graag ziet als de leider van Danger 5. Hij heeft een verfijnde smaak in drankjes en literatuur (zijn favoriete tijdschrift is Sensible Chuckle Monthly). Desondanks laat Tucker zich snel verleiden door mooie vrouwen en hij brengt zichzelf op die manier meer dan eens in gevaar. Hij is verliefd op Claire maar durft dit niet echt uit te spreken.
Pierreis een Fransman met een obsessie voor het creëren van de perfecte cocktail. Hij heeft een vlassig snorretje en waar ter wereld Danger 5 zich ook bevindt, hij blijkt altijd oude vrienden tegen te komen. Pierre is een groot liefhebber van Latijns-Amerikaanse muziek, vooral rumba.
Claireis een hoogopgeleide, sexy blondine die vaak de sleutel is tot het oplossen van de problemen die zich in die aflevering voordoen. Ze wordt echter niet op waarde geschat door de andere teamleden en wordt vooral vaak uitgelachen vanwege haar preutsheid (de suggestie wordt gewekt dat Claire nog maagd is) en het feit dat ze op een dure universiteit heeft gezeten.
Ilsais een keiharde Russische spionne die altijd in het Russisch praat. Desondanks kunnen de andere leden van Danger 5 (die altijd Engels praten) haar gewoon verstaan. Ilsa rookt constant sigaretten en ze draagt een kortere versie van het Danger 5 uniform die haar decolleté prominent toont.

## Stijl
De serie maakt gebruik van kartonnen modellen, vliegtuigen aan duidelijk zichtbare touwtjes en onrealistische poppen van honden en andere dieren. Vuurwapens zijn overduidelijk plastic replica's en er wordt veelvuldig gebruikgemaakt van de dutch angle. Niet-Engelse dialogen zijn nagesynchroniseerd waardoor de mondbewegingen en de gehoorde klanken niet overeenkomen. Dit alles wordt zowel gedaan voor een komisch effect als om oude tv-series en films te parodiëren. Opvallend is verder dat alle buitenlanders in hun eigen taal praten (Hitler spreekt Duits, Jozef Stalin spreekt Russisch enzovoorts). Wie er ook met elkaar in conversatie is, beiden schijnen elkaar altijd te kunnen verstaan.